# Szénásszekér triptichon
A Szénásszekér triptichon Hieronymus Bosch festménye, a madridi Prado gyűjteményének része.

## Keletkezése

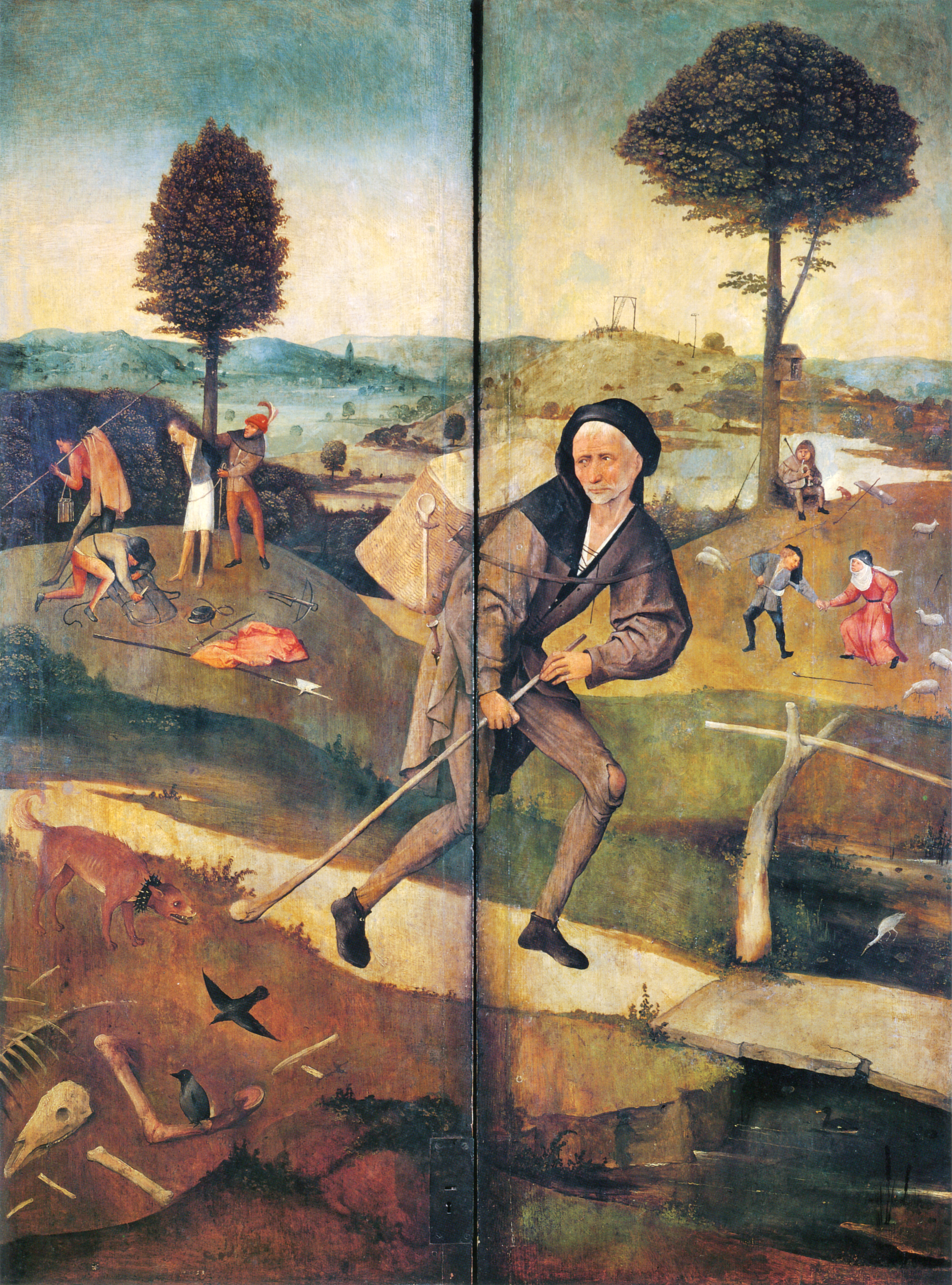
A házaló

A triptichon 1512 és 1515 között készült, olajfestékkel falapokra. Belsejét a bűnök bemutatásának szentelte Bosch, a kihajtható szárnyak hátsó oldalára pedig a Házaló című képet festette. A Szénásszekér triptichonnak elkészítette egy másik változatát is a festő, mindkettő Spanyolországban van. Az eredeti a Pradóban, a másolat az Escorialban. Több hivatkozás is fennmaradt róluk, de ennek ellenére sem tudni, kinek készültek a festmények és kiknek a tulajdonában voltak.
Annyit tudni biztosan, hogy II. Fülöp spanyol király 1570-ben megvette az egyiket Felipe de Guevara örököseitől. Ezután ez a kép valószínűleg azon festmények közé került, amelyeket 1574-ben az Escorialba küldött, és azóta ott van. Felipe Guevara minden bizonnyal apjától, Diegótól örökölte a képet. A Pradóban található festmény előéletéről, hogy mikor került a királyi gyűjteménybe, semmit nem tudni. Ambrosio de Morales humanista feljegyzése alapján elképzelhető, hogy a király hamarabb vette meg saját, ma a Pradóban kiállított képét, mint Guevara.
A kép hátoldalán látható házaló egy 15. századi erkölcsi tanmese szereplője: ő az a zarándok, aki úgy megy végig az életen, hogy közben az evilági létezés batyuja húzza a hátát. Útján kísértések kísérik, amelyeknek ellen kell állnia. A házaló képét Bosch máskor is megfestette, a mű a rotterdami Museum Boijmans van Beuningen tulajdonában van.

### Bal oldali panel
A bal oldali panel az eredendő bűnt ábrázolja, amikor az első emberpár megkóstolja a tudás almáját, illetve az ezért járó büntetést, a kiűzetést az édenkertből. A történetet három képben meséli el a festő. A legfelsőn az Úr figyelmezteti Ádámot és Évát, hogy ne egyenek a tudás fájának gyümölcséből. Az alatta levőn az látszik, ahogy egy emberfejű, karokkal rendelkező kígyó ráveszi őket a parancs megszegésére. A harmadik képen a dühös arkangyal kergeti ki az édenkertből a két bűnöst, akik levéllel takarják szemérmüket.

### Középső panel
A középső panel szénásszekere Ézsaiás próféta szavaira utal: Minden test csak fű, és minden szépsége, mint a mezei virágé. Elszárad a fű, elhervad a virág, ha ráfúj az úr szele. Bizony csak fű a nép! Elszárad a fű, elhervad a virág, de Istenünk igéje örökre megmarad. Az idézet lényege, amelyet Bosch is ábrázolni akart, hogy míg a földi hívságok tiszavirág létűek, az isteni dolgok örök életűek. Emellett a kép egy flamand közmondást is illusztrál, amely szerint az élet egy szénásszekér, amelyről mindenki annyit markol, amennyit bír.
Jézus a panel felső részén, a felhők közül kiemelkedve látható. Alatta halad a szekér, amelyből az emberek megpróbálnak minél több szálat megszerezni. A figurák többféle osztályhoz tartoznak, mintegy megjelenítve a mohóság egyöntetűségét. Az emberek ölre mennek a szénáért, miközben az előtérben a mindennapi élet zajlik: egy kirurgus fogat kezel, asszonyok gyermeket altatnak. A verekedők előtt ördögi lények láthatók, akik elragadják a legmohóbbak lelkét, és elindulnak velük a pokolba. A szekeret nyugodtabb tömeg kíséri, köztük világi hatalmasságok, a pápa és a császár. Utóbbi olyan koronát visel, mint az Úr. Egy másik koronán felismerhető a Bourbon-liliom, egy herceg pedig burgundiai fejfedőt visel. A kocsi tetején látható a fúvós hangszeren játszó ördög.

### Jobb oldali panel
Ezen a táblán a poklot festette meg Bosch. Az előtérben hengeres torony, amelyet még építenek az ördögök; oldalának létra támaszkodik, megismételve a szekért oldalának döntött lajtorja motívumát. Más ördögök a bűnösöket cipelik, hogy elnyerjék méltó büntetésüket. Van, akit kutyák tépnek, másnak már felvágták a hasfalát.

### A házaló
A festmény két szárnyának hátsó oldalát A házaló című kép díszíti. A házaló a földi dolgokat gyűjtő és élvező ember, aki, ha nem tud ellenállni a kísértéseknek, életmódjával átadja magát az ördögnek. A festő célja, hogy felhívja a szemlélő figyelmét a földi javak mulandóságára és az égi javak örökkévalóságára, hogy ezzel óvja meg őt a kárhozattól. A háttérben rablók, táncoló parasztok és egy dudán játszó férfi látható, csupa olyan ember, aki megfeledkezett Istenről. Ezt támasztja alá az is, hogy a hangszeren játszó pásztor felett egy kicsi oltár látható, amelyre senki egy pillantást sem vet. A vizsgálatok kimutatták, hogy Bosch eredetileg egy keresztet akart rajzolni a híd mögé, ehelyett került a képre az oltár és egy kicsi feszület.